# 高橋貞太郎
高橋 貞太郎（たかはし ていたろう、1892年6月26日 - 1970年10月1日）は大正・昭和期に活躍した日本の建築家。前田侯爵邸や服部邸など豪華な邸宅建築のほか、上高地ホテル、川奈ホテルなどホテル建築に秀作が多い。

## 経歴
滋賀県犬上郡彦根町（現・彦根市）生まれ。旧制第三高等学校（京都）を経て1916年に東京帝国大学工科大学建築学科で佐野利器（としかた）に学んだ。卒業時（1916年）には成績優秀につき恩賜の銀時計を授与された。
卒業後、滝川鉄筋コンクリート工務所を経て、1917年に内務省明治神宮造営局技師となり、佐野利器の指導のもと、聖徳記念絵画館（明治神宮外苑所在）の実施設計に従事した。アメリカ・ヨーロッパを外遊。1921年、宮内省内匠寮技師となり、赤坂離宮の改修や宮邸の建設に関わった。1925年、学士会館の設計競技（コンペ）に入賞。
1925年、佐野利器（当時東京市建築局長を兼任）の尽力により復興建築助成株式会社が設立されると、技師を務めた。1930年に独立し、高橋建築事務所を開設。戦争中は朝鮮半島に渡り事業を手がけたという。第二次世界大戦後も、帝国ホテルなどの設計を行った。ライオンズクラブや救ライ運動など社会事業社会事業にも関わった。

### 帝国ホテルとの関わり

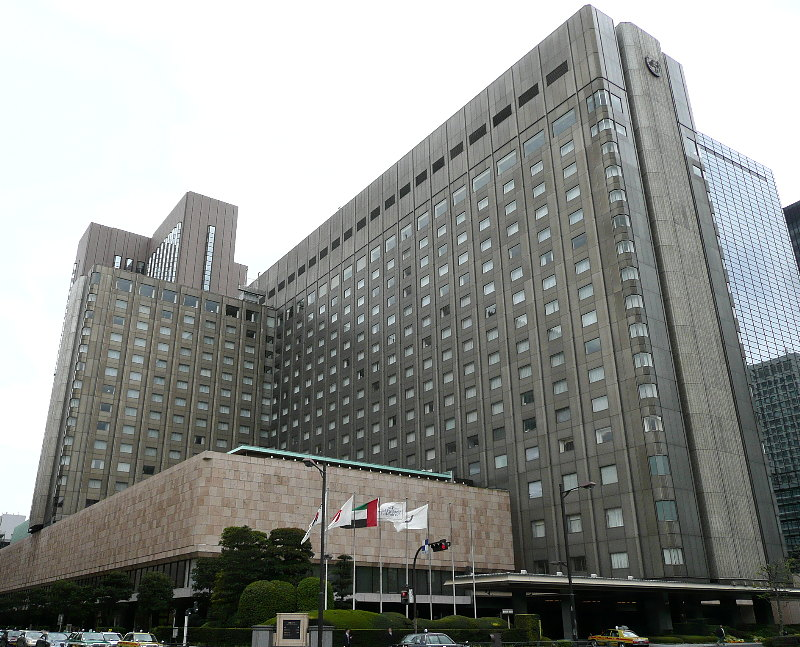
帝国ホテル新本館

フランク・ロイド・ライトの設計した帝国ホテル本館（1923年、ライト館）は関東大震災を耐え抜いたと言われるが、実際には少なからぬ被害を受けていた。オリンピック開催を控えた昭和10年代、既に施設の不備による建替えの計画があり、高橋が設計に当たる予定で、欧米のホテル視察も行っていた。しかし、日中戦争のためオリンピックは中止となり、建替えも実現しなかった。第二次世界大戦後も高橋と帝国ホテルとの関わりは続き、第一新館（1954年）、第二新館（1958年）増築の設計を行った。
1960年代、帝国ホテル新本館を建設するため、ライト館の取壊しが決定した。ライトの作品の保存を願う人々による保存運動が起こり、新本館を設計した高橋も批判にさらされた。高橋は建築家協会を脱会してまで仕事をつづけた。ライト館は1968年までに取壊され（後に明治村に正面玄関部分を再現）、新本館が竣工した1970年に高橋は逝去した。また、交流のあった村野藤吾が設計した日生劇場との対比が長年にわたり日比谷の景観を形成することとなった。建築作品として紹介される際の正式名称は「帝国ホテル東京」とされる。
ライト館の建替えは数十年ごしのプロジェクトと言えるが、ライト館が余りにも有名で伝説的な存在であったため、高橋の新本館が評価されることは少ない。帝国ホテルは、建て替えが決まっており、新館は田根剛が設計する。
帝国ホテル本館以前にも、帝国ホテルが関わった多くのホテルの設計に携わっている（上高地ホテル・川奈ホテル・赤倉観光ホテルほか）。

## 作品

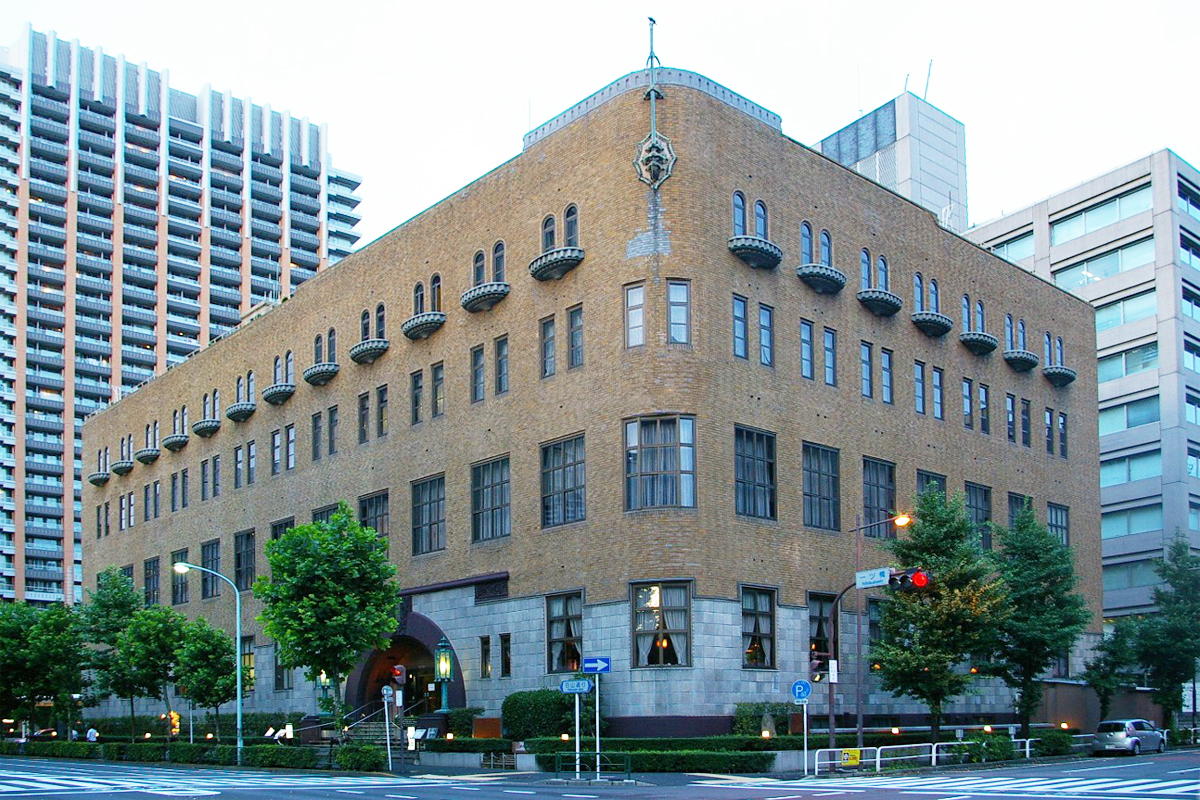
学士会館
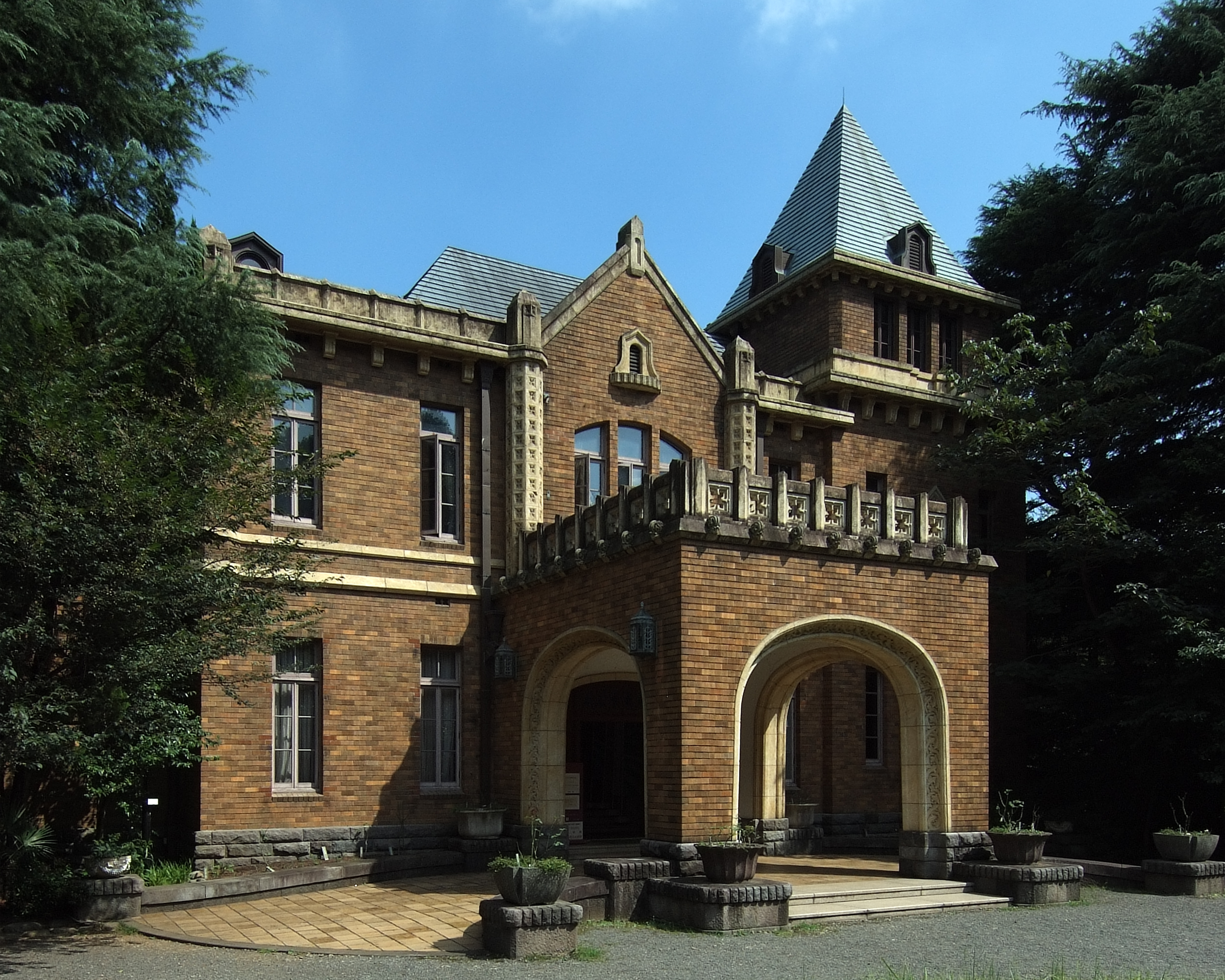
前田侯爵邸洋館
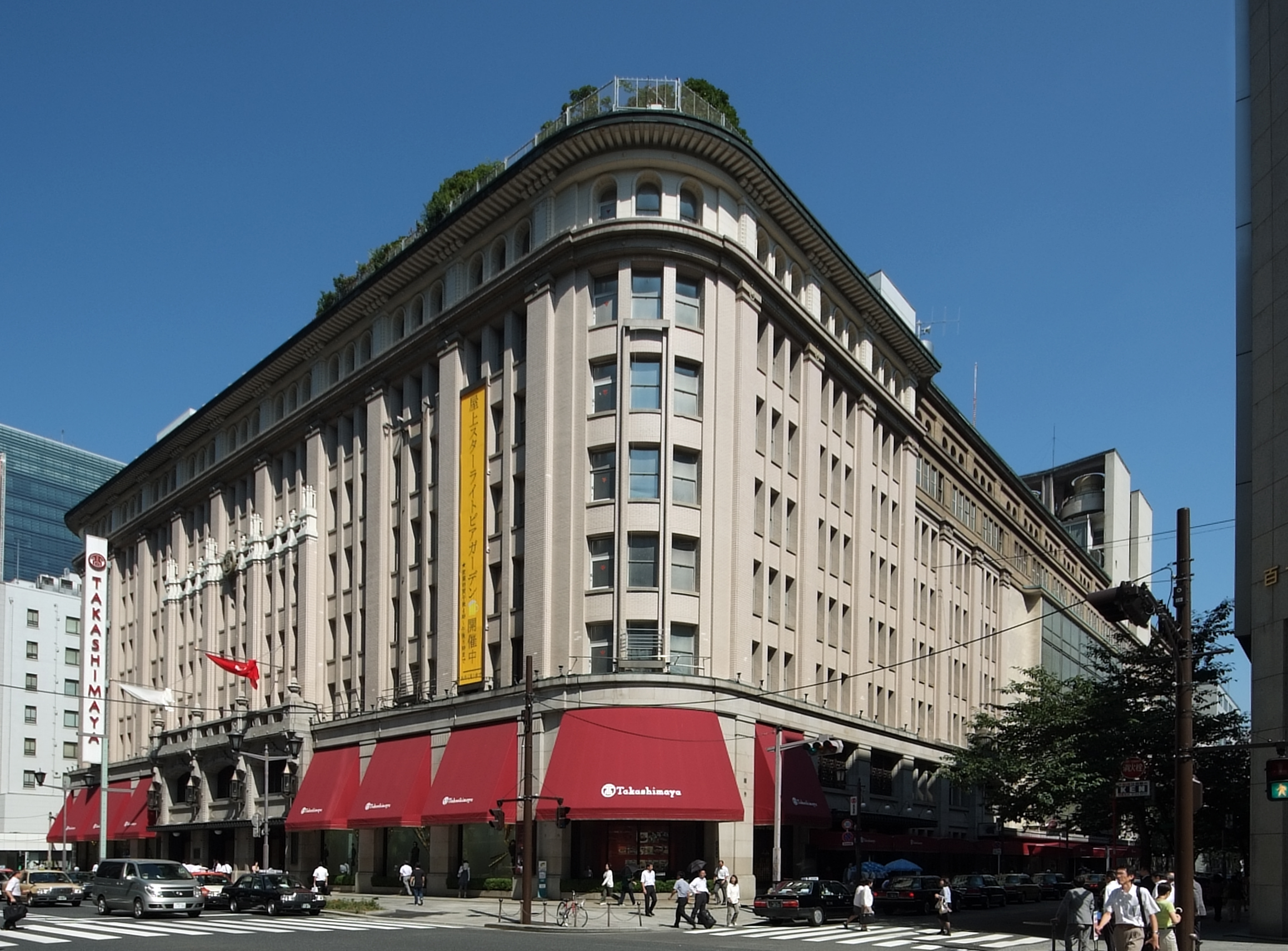
高島屋百貨店東京店 （旧東京日本生命館）
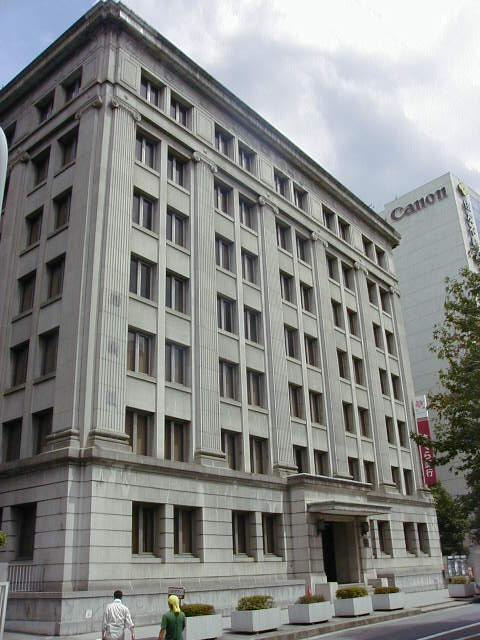
旧中之島三井ビルディング

| 建造物名                           | 年                 | 所在地         | 状態           | 備考                                                                                |
| ---------------------------------- | ------------------ | -------------- | -------------- | ----------------------------------------------------------------------------------- |
| 学士会館                           | 1928年（昭和3年）  | 東京都千代田区 | 登録有形文化財 |                                                                                     |
| 前田侯爵邸洋館                     | 1928年（昭和3年）  | 東京都目黒区   | 重要文化財     | 元東京都近代文学博物館、現在は旧前田家本邸洋館として公開                            |
| 高島屋百貨店東京店 (旧日本生命館） | 1933年（昭和8年）  | 東京都中央区   | 重要文化財     |                                                                                     |
| 上高地ホテル                       | 1933年（昭和8年）  | 長野県松本市   | 外観復元       |                                                                                     |
| 旧中之島三井ビルディング           | 1933年（昭和8年）  | 大阪市北区     | 現存せず       | 1999年解体                                                                          |
| 服部金太郎邸                       | 1933年（昭和8年）  | 東京都港区     |                | 戦後の一時期GHQに接収、「服部ハウス」と称される。2015年、シンガポールの企業が買収。 |
| 川奈ホテル                         | 1936年（昭和11年） | 静岡県伊東市   | 登録有形文化財 |                                                                                     |
| 松島ニューパークホテル             | 1939年（昭和14年） | 宮城県松島町   | 現存せず       | 1940年焼失                                                                          |
| 西川ビル                           | 1951年（昭和26年） | 東京都中央区   |                | 2020年閉鎖、再開発により取壊し                                                      |
| 帝国ホテル第一新館                 | 1954年（昭和29年） | 東京都千代田区 | 現存せず       | 1980年解体                                                                          |
| 芝パークホテル                     | 1956年（昭和31年） | 東京都港区     |                |                                                                                     |
| 帝国ホテル第二新館                 | 1958年（昭和33年） | 東京都千代田区 | 現存せず       | 1980年解体                                                                          |
| 彦根市民会館                       | 1964年（昭和39年） | 滋賀県彦根市   | 現存せず       | 2021年6月30日閉館。2022年解体                                                       |
| 帝国ホテル新本館                   | 1970年（昭和45年） | 東京都千代田区 |                |                                                                                     |

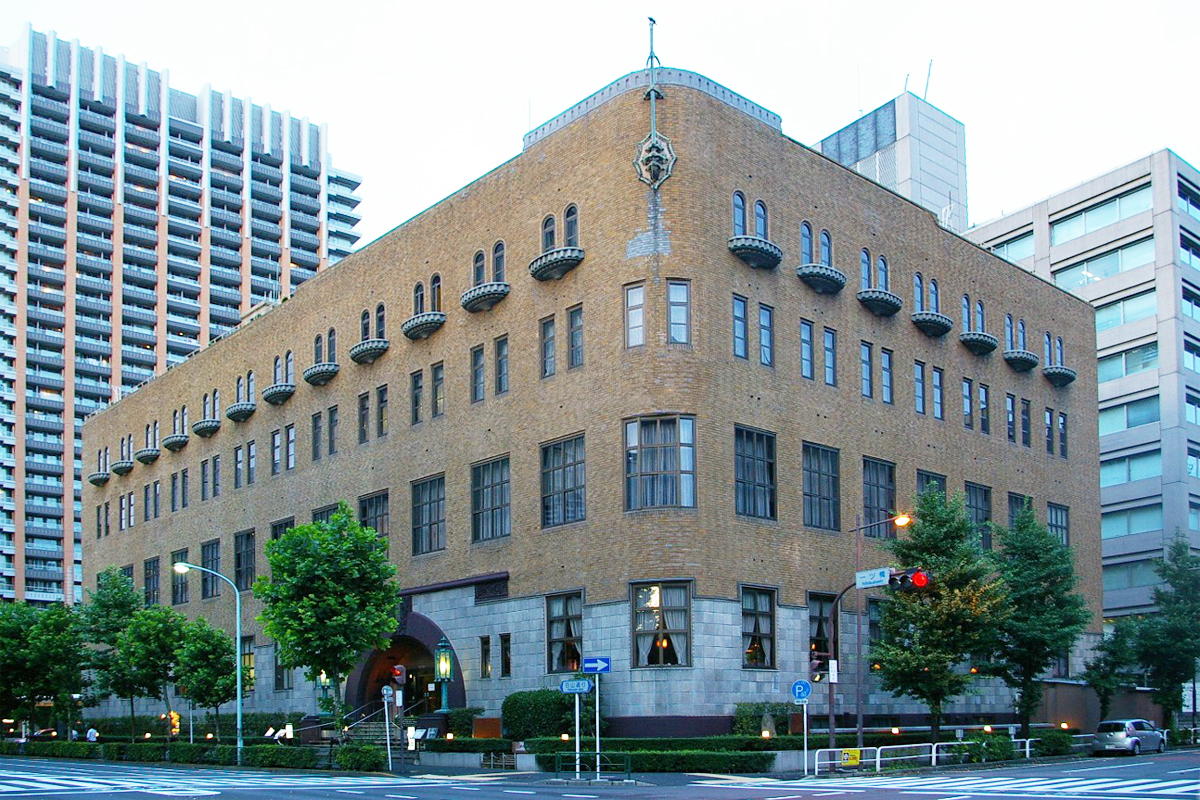
学士会館
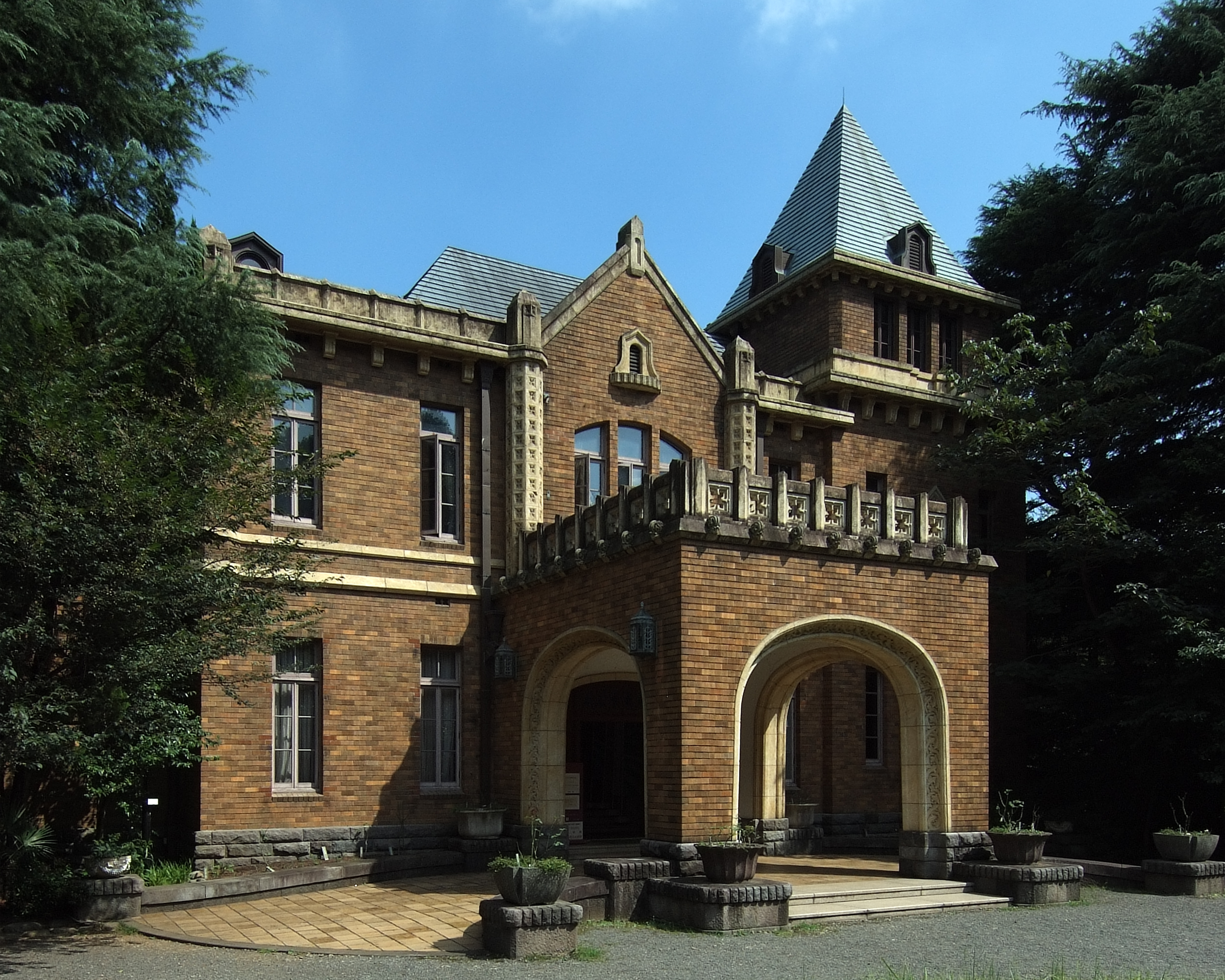
前田侯爵邸洋館
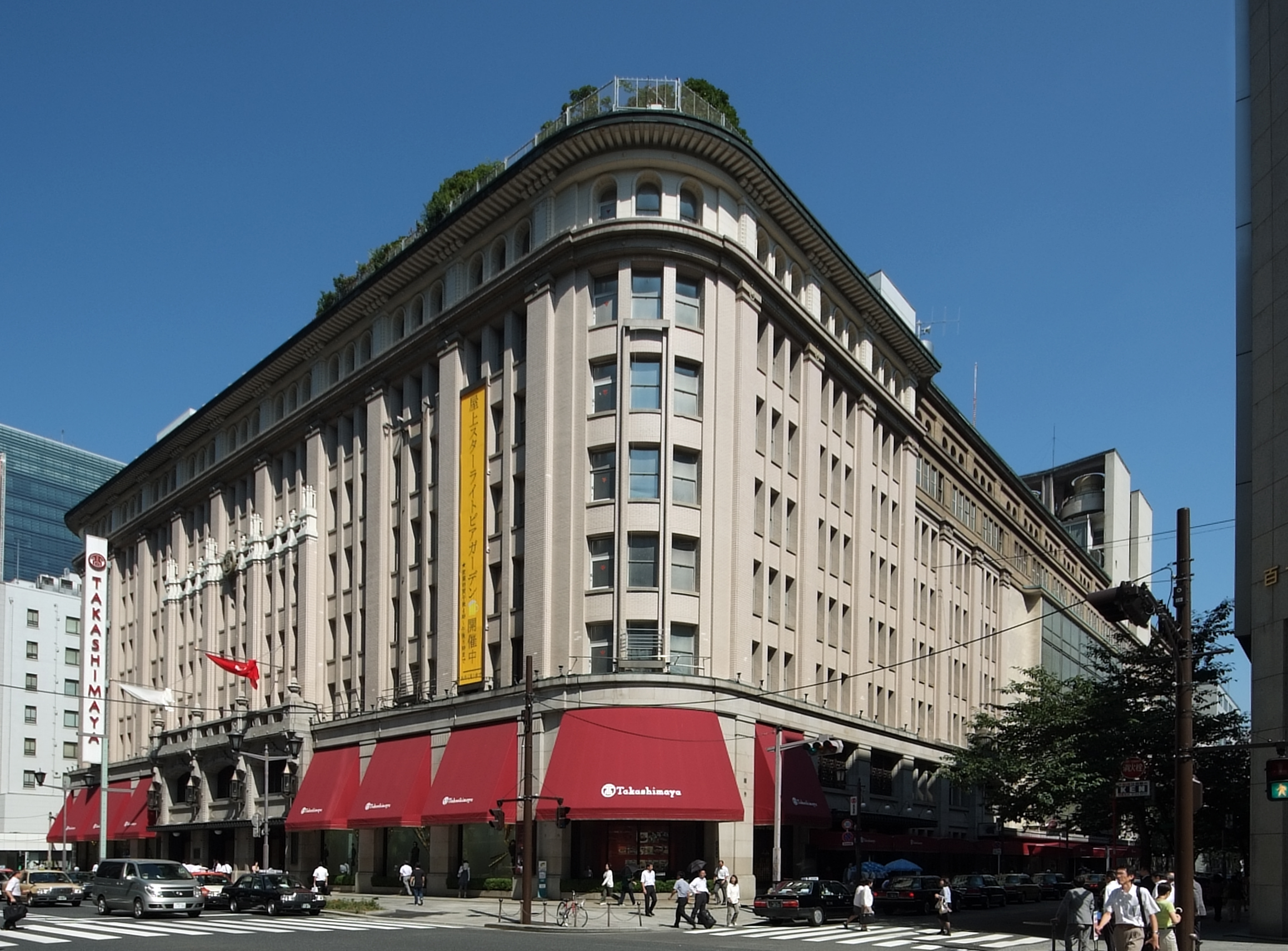
高島屋百貨店東京店 （旧東京日本生命館）
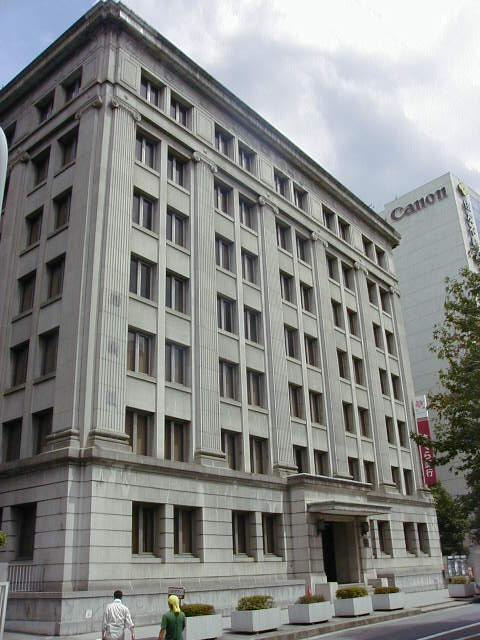
旧中之島三井ビルディング

|  |  |  |  |
|  |  |  |  |
|  |  |  |  |

- 学士会館
- 前田侯爵邸洋館
- 高島屋百貨店東京店
（旧東京日本生命館）
- 旧中之島三井ビルディング